# Erwin Kohlund

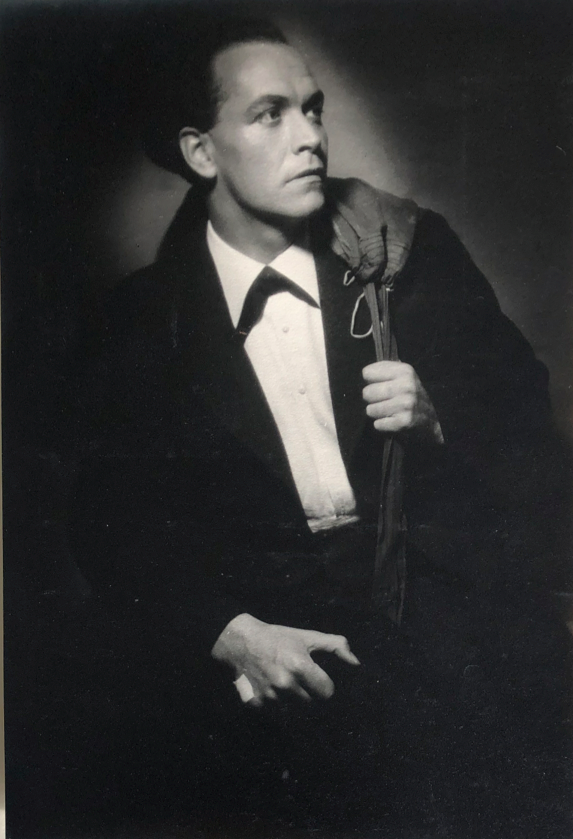
Erwin Kohlund im Jahr 1948, Fotograf Fred Erismann

Erwin Kohlund (* 23. Februar 1915 in Dortmund; † 29. Februar/1. März 1992 in Stäfa oder Männedorf, Schweiz) war ein deutsch-schweizerischer Schauspieler und Theaterregisseur.

## Leben
Der Sohn des Schauspielers, Theatermalers und Direktors des Stadttheaters Bern (1947–1953) Ekkehard Kohlund und seiner Ehefrau Anna Helene, geb. Theiss, besuchte das Max-Reinhardt-Seminar in Wien. Sein erstes Engagement erhielt er 1937 am Stadttheater von Troppau. Danach spielte er in Meiningen und in der Saison 1939/40 am Theater Karlsruhe.
1939 kam er in die Schweiz. Er agierte hier an den Theatern von Luzern, Basel, Bern und Zürich. Kohlund, der bereits 1938 in einem Schweizer Kurzfilm mitgewirkt hatte, wurde 1941 als Sali Manz in der Romanverfilmung Romeo und Julia auf dem Dorfe nach Gottfried Keller bekannt. Seine Filmpartnerin Margrit Winter heiratete er 1943.

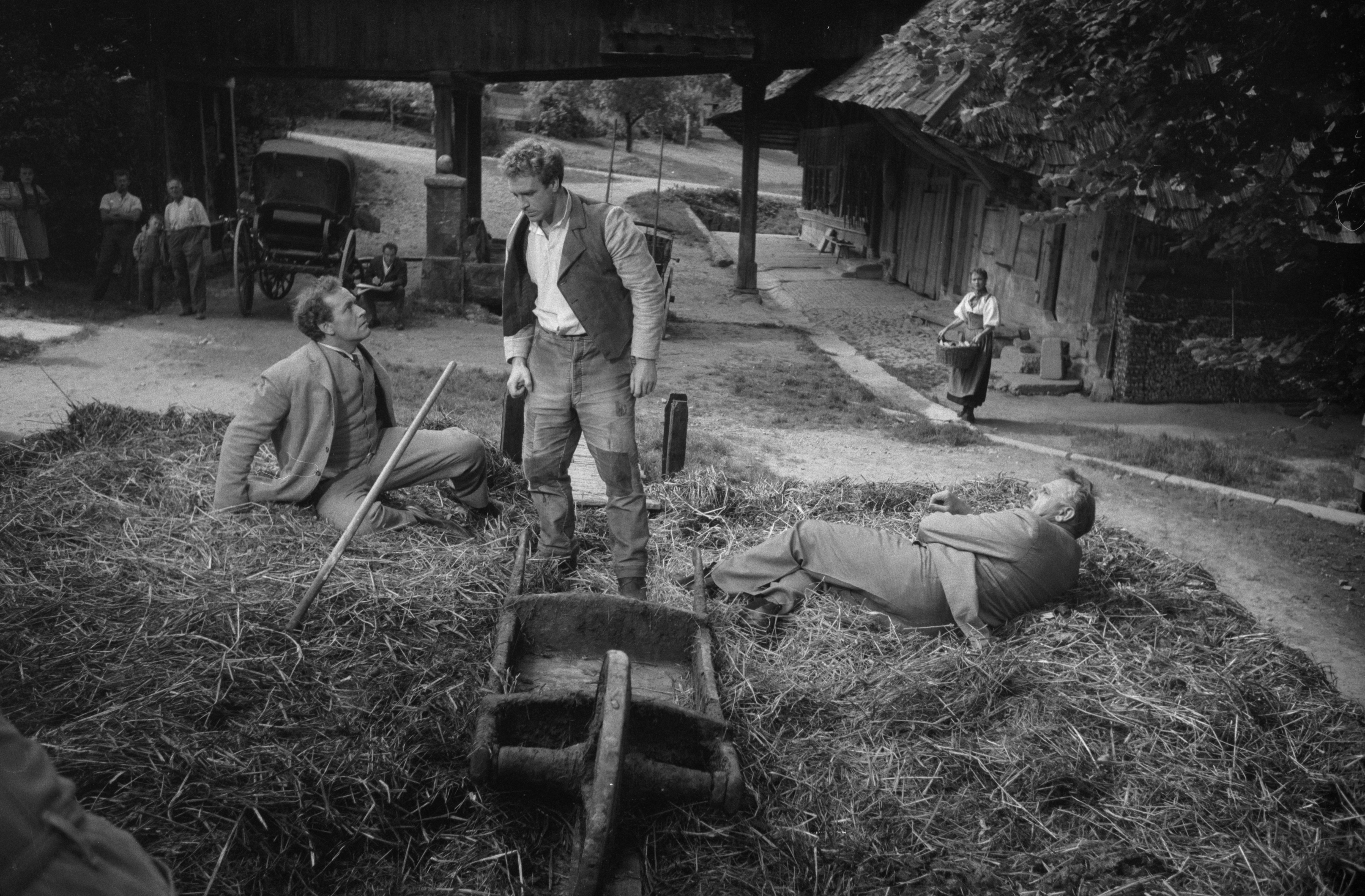
Links sitzend Erwin Kohlund, stehend auf dem Misthaufen Hannes Schmidhauser, rechts liegend Alfred Rasser im Film Uli der Pächter, Foto: Hans Gerber, Comet Photo, Bildarchiv der ETH Zürich, 1955

Danach war er meist nur noch Nebendarsteller in verschiedenen Filmen. Lediglich in Geld und Geist von Franz Schnyder erhielt er als Partner seiner Frau erneut die männliche Hauptrolle. Von 1956 bis 1985 inszenierte er neunmal die Tellspiele in Altdorf, 1960 führte er Regie bei einer Aufführung des Großen Welttheaters in Einsiedeln. Mit seiner Frau Margrit Winter hatte er zwei Kinder, Franziska Kohlund und Christian Kohlund; sie wurden ebenfalls Schauspieler.

## Filmografie
- 1938: Ein Abenteuer am Thunersee (Kurzfilm)
- 1941: Romeo und Julia auf dem Dorfe
- 1941: Gilberte de Courgenay
- 1954: Der Prozess der Zwanzigtausend
- 1954: Uli der Knecht
- 1955: … Und ewig ruft die Heimat (Uli der Pächter)
- 1956: Das Lied der Heimat (Zwischen uns die Berge)
- 1958: Die Käserei in der Vehfreude
- 1959: Café Odeon
- 1959: SOS – Gletscherpilot
- 1960: Anne Bäbi Jowäger – I. Teil: Wie Jakobli zu einer Frau kommt
- 1962: Anne Bäbi Jowäger – II. Teil: Jakobli und Meyeli
- 1964: Menschen der Berge (Geld und Geist)
- 1967: Kuckucksjahre
- 1970: Dällebach Kari
- 1974: Die Auslieferung
- 1974: Engadiner Bilderbogen (Serie)
- 1974: Eiger (Mehrteiler)
- 1977: Die Konsequenz
- 1977: Śmierć prezydenta
- 1978: Elfriede
- 1979: Das gefrorene Herz
- 1981: Der Erfinder
- 1983: E Inspäkter chunnt
- 1985: Der Schiedsrichter
- 1985: Tender Is the Night (Mehrteiler)
- 1991: Das vergessene Tal
- 1991: Mirakel